# Feingehaltstempel

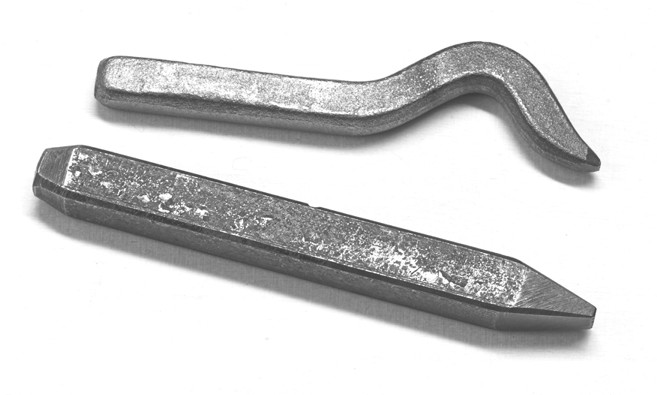
Zwei Feingehaltstempel, Knie- und gerade Form (Länge 8,5 cm)

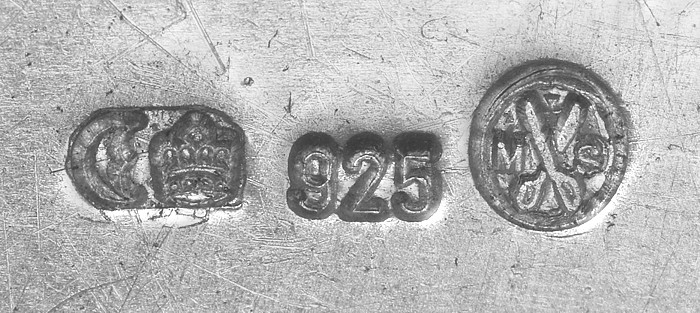
Stempel auf silbernem Gerät, links Halbmond und Reichskrone, Mitte Feingehaltzahl, rechts Firmenstempel

Ein Feingehaltstempel ist eine spezielle Punze und dient der Angabe des Feingehalts in Tausendteilen bei Schmuck, Uhren, profanem und sakralem Gerät.
Das Wort bezeichnet einerseits das Werkzeug, mit dem der Stempel angebracht wird, andererseits den Stempelabdruck (die Punze) selbst.
Zwei Hauptformen des Stempelwerkzeugs sind gebräuchlich: die gerade Form sowie die Knieform; letztere dient der inneren Stempelung von Ringschienen.

## Allgemeines

### Deutschland
Die Verwendung der Feingehaltstempel ist nicht den Schmuckherstellern und Goldschmieden vorbehalten; vielmehr kann in Deutschland jeder Bürger Schmuck im Rahmen der gesetzlichen Vorschriften mit einem Feingehaltstempel versehen.

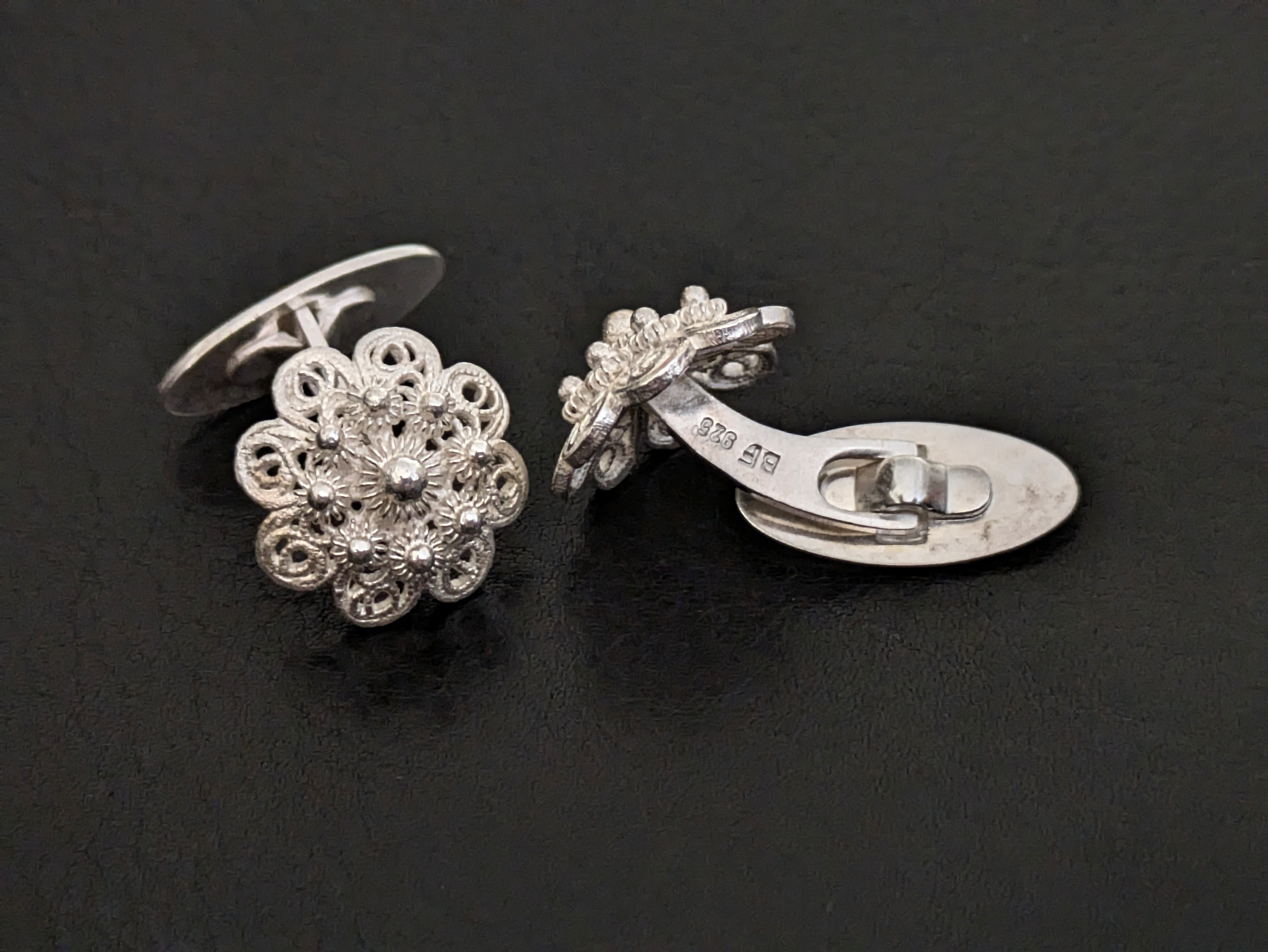
Manschettenknöpfe aus Sterlingsilber mit entsprechender Punze.

Die Angabe des Feingehalts auf Gerät ist hingegen ausschließlich Firmen vorbehalten.
Gesetzlich ist die Angabe des Feingehalts nicht vorgeschrieben. Wenn sie jedoch erfolgt, so muss sie nach Maßgabe des Gesetzes über den Feingehalt der Gold- und Silberwaren erfolgen. Danach darf nur goldenes und silbernes Gerät zusätzlich mit dem Sonnenzeichen bzw. mit dem Halbmond sowie der Reichskrone und dem Firmenzeichen versehen sein. Goldenes Gerät muss dabei einen Mindestfeingehalt von 585 Tausendteilen und silbernes Gerät einen Mindestfeingehalt von 800 Tausendteilen aufweisen.
Uhrgehäuse und Schmuck dürfen nur mit dem Feingehalt in Tausendteilen versehen sein. Hier scheint der Gesetzgeber abweichende Praktiken zu dulden, da seit Jahrzehnten Schmucksachen von den Herstellern auch mit Meister-/Firmenzeichen und den chemischen Kurzzeichen (Au, Pt, Pd usw.) versehen werden.
Darüber hinaus gibt es in Deutschland keine gesetzlichen Regelungen bezüglich der Stempelung von Platin- oder Palladiumschmuck.

### Österreich
In Österreich gelten die Regeln des Punzierungsgesetzes: Danach müssen in Österreich erzeugte oder zum Verkauf angebotene Edelmetallgegenstände im Regelfall eine Feingehaltszahl tragen, die den Feingehalt angibt. Die Feingehaltszahl wird auch als Feingehaltspunze bezeichnet, sie muss deutlich sichtbar und leicht erkennbar sein. Die Anbringung mittels Laserpunzierung ist zulässig. Wer Edelmetallgegenstände fertigt, muss sich bei den Finanzbehörden registrieren lassen.

## Herstellung

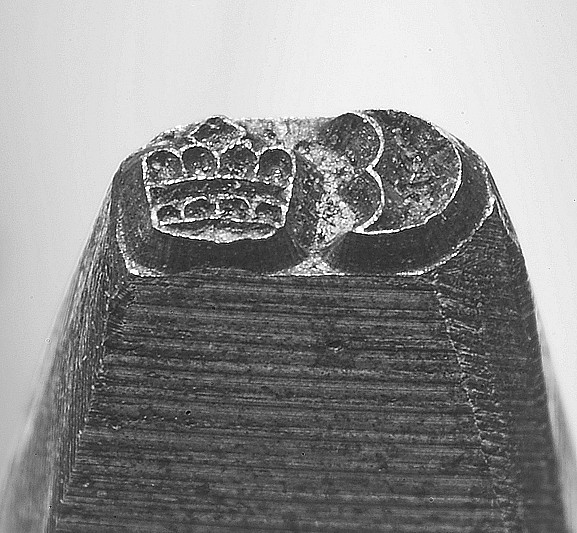
Stempel: Halbmond und Reichskrone, ausschließlich für die Stempelung von silbernem Gerät (Maße: 1,5 × 2,5 mm)

Die Feingehaltstempel sind aus Werkzeugstahl gefertigt. Während die Gravur der dreistelligen Zahl früher in der Regel von Stahlgraveuren ausgeführt wurde, werden heutige Feingehaltstempel maschinell gefertigt (Fräsen, Lasern, Matrizen oder per EDM).
Lediglich bei individuellen Formen wie Meisterzeichen, Firmennamen und Firmensymbolen ist die hohe Qualität der Stahlgraveure nach wie vor gefragt. Darüber hinaus wurden und werden vorwiegend einfache Symbole von den Goldschmieden selbst angefertigt.
Die Schrifthöhe variiert zwischen 0,3 und mehreren Millimetern.

## Handhabung
Der Feingehaltstempel wird auf die gewünschte Stelle des zu punzierenden Stückes aufgesetzt. Mit einem Hammerschlag auf das Ende des Stempels überträgt sich die Feingehaltzahl in das Material. Die Eindringtiefe hängt dabei ab von der eigentlichen Form, der aufgewandten Energie, dem zu stempelnden Material sowie der verwandten Unterlage (Stahl, Holz).
Darüber hinaus werden bei sehr weichen Legierungen oder empfindlichen Formen die Stempel in der Praxis auch von Hand in die Werkstückoberflächen eingedrückt.

## Entwicklung
Aus diesen einfachen Formen wurden Stempelzangen und mechanisch-hydraulische Stempelmaschinen entwickelt, mit denen sich mittels unterschiedlicher (Stempel-)Einsätze verschiedene Feingehalte und (Firmen-)Symbole stempeln lassen.